# Manuel Gomes da Costa
Manuel de Oliveira Gomes da Costa, também conhecido como Marechal Gomes da Costa GOA • GOTE • GCA (Santa Isabel, Lisboa, 14 de janeiro de 1863 – São Sebastião da Pedreira, Lisboa, 17 de dezembro de 1929) foi um militar e político português, presidente do Ministério acumulando com a chefia do Estado, fazendo dele o de facto décimo presidente da República Portuguesa e o segundo da Ditadura Nacional.

## Biografia
Nasceu em Lisboa, na Rua do Sol ao Rato, número 205, da freguesia de Santa Isabel, descendente de militares, era filho de Carlos Dias da Costa, à data sargento quartel mestre do Regimento de Infantaria n.º 16, natural de Pombalinho, Soure, e de Madalena Rosa de Oliveira, natural de Lisboa. Cresceu com duas irmãs mais novas, Amália e Lucrécia, iniciando o seu percurso militar aos 10 anos, ingressando no Colégio Militar.

### Carreira militar

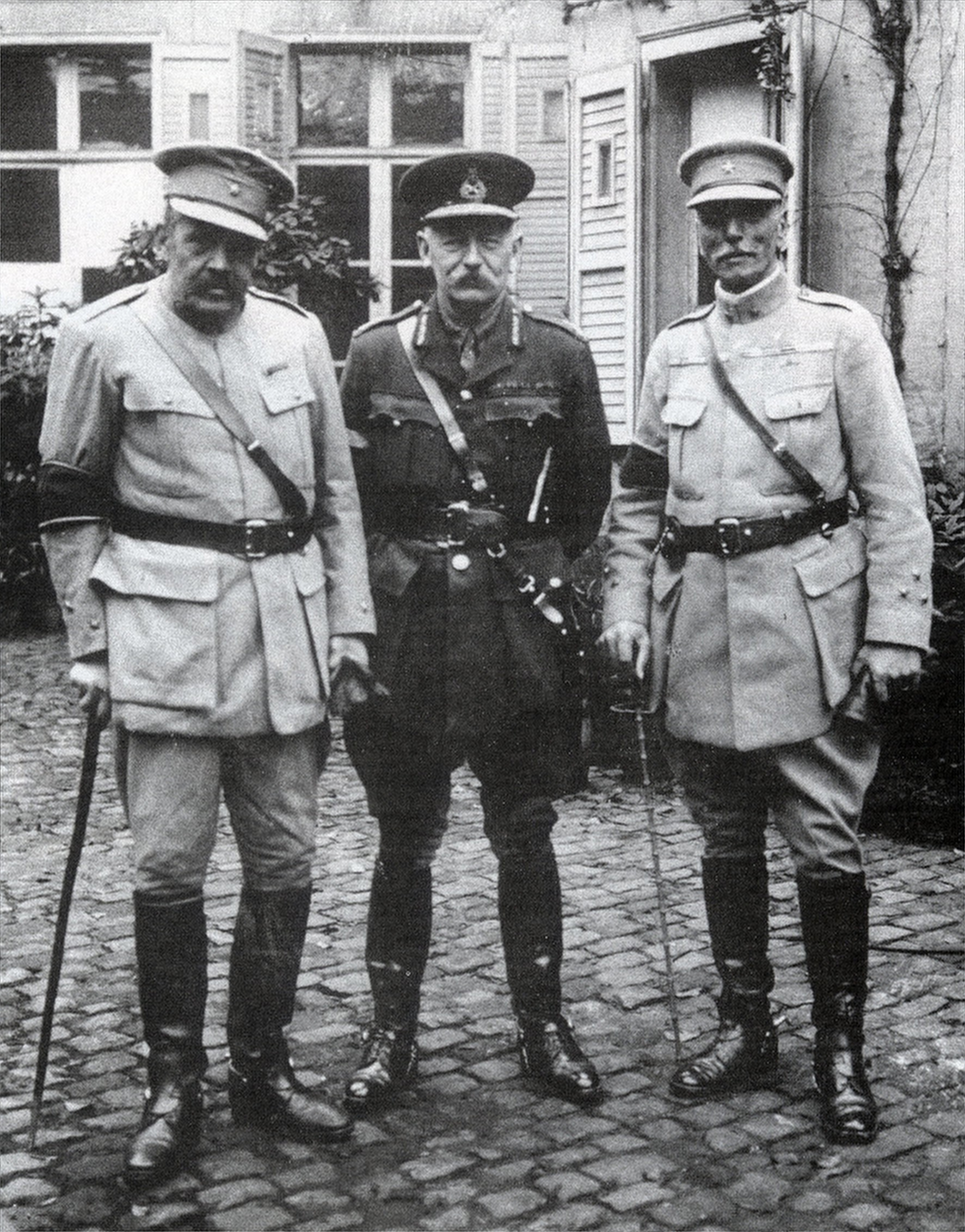
Generais Tamagnini, Haking e Gomes da Costa

Enquanto soldado, destacou-se nas campanhas de pacificação das colónias, na Índia e em África, e ainda na I Grande Guerra. Ao lado dos Aliados, em inícios de 1917, comandou a Segunda Divisão do Corpo Expedicionário Português. Durante a Batalha de Lys, em 9 de abril de 1918, o CEP teve 400 baixas e cerca de 6 500 prisioneiros, um terço de suas forças na linha de frente. A divisão de Gomes da Costa foi particularmente atingida e foi praticamente exterminada.
A 15 de Fevereiro de 1919 foi feito Grande-Oficial da Ordem Militar de Avis, a 14 de Setembro de 1920 foi feito Grande-Oficial da Ordem Militar da Torre e Espada e a 5 de Outubro de 1921 foi elevado a Grã-Cruz da Ordem Militar de Avis.

### Revolução
Um monárquico convicto, Gomes da Costa tinha convivido com pessoas de várias convicções políticas. Isso e a sua reputação de soldado levaram-no a liderar a direita conservadora, cujos revolucionários lideraram o golpe de estado de 28 de maio de 1926 em Braga, que derrubou a Primeira República, depois da morte do general Alves Roçadas, sua escolha original, que deveria ter sido seu chefe.
Depois do sucesso da revolução, ele não assumiu o poder a princípio, confiando os cargos de Presidente da República e Presidente do Conselho de Ministros (primeiro-ministro) a José Mendes Cabeçadas, o líder da revolução em Lisboa. Logo os líderes do golpe não gostaram da atitude de Mendes Cabeçadas, uma escolha do anterior presidente Bernardino Machado e ainda simpatizante da antiga república. Ele foi substituído por Gomes da Costa em ambos os cargos numa reunião do quartel-general em Sacavém, a 17 de Junho de 1926. O novo governo foi o primeiro a incluir o depois primeiro-ministro e ditador de Portugal, António de Oliveira Salazar, como ministro da Fazenda.

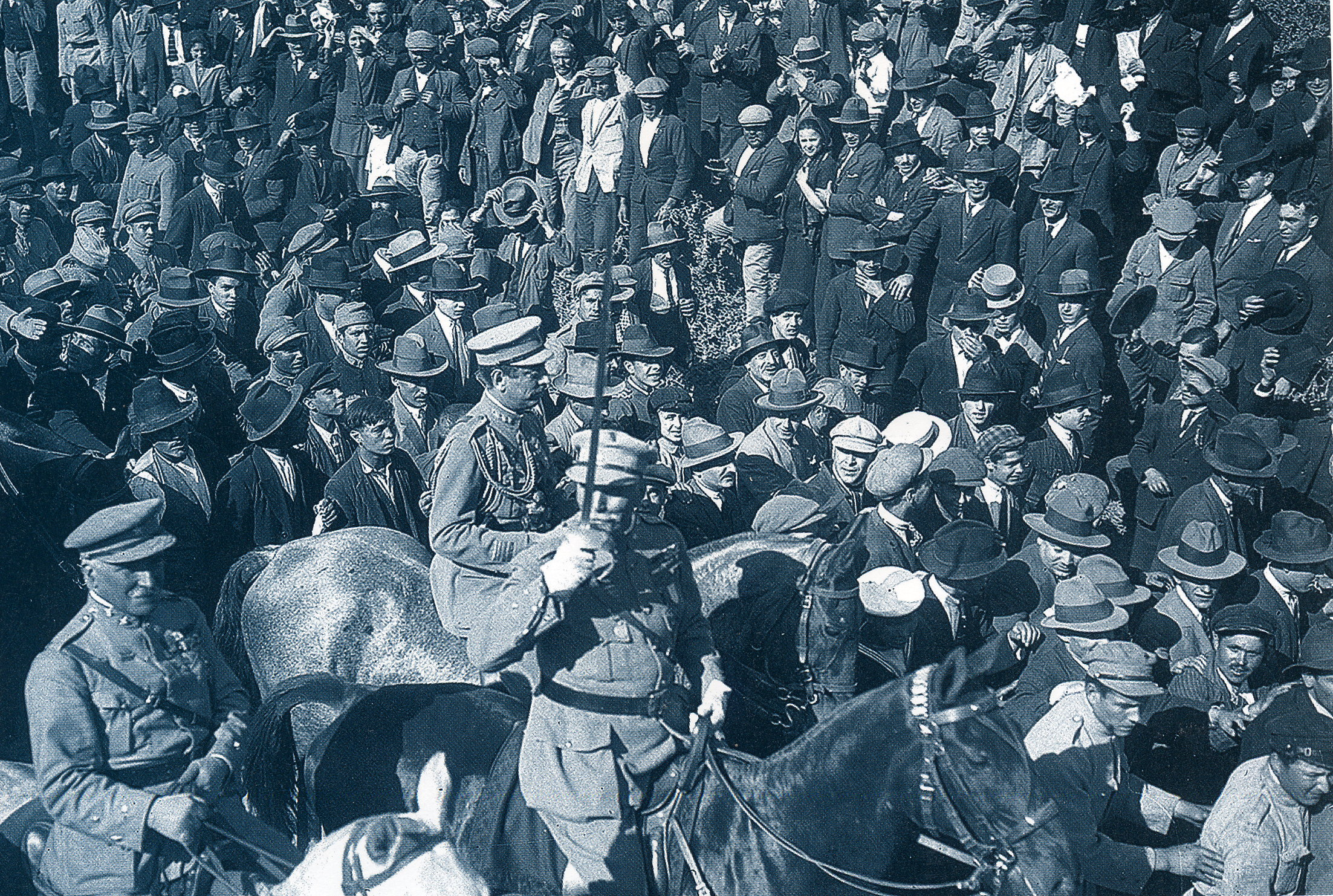
Marcha de tropas de Gomes da Costa em Lisboa, 28 de Maio de 1926

O governo de Gomes da Costa durou tanto quanto o de Mendes Cabeçadas, porque foi derrubado por um novo golpe em 9 de julho do mesmo ano. Esta contrarrevolução foi chefiada por João José Sinel de Cordes e Óscar Carmona, depois de Gomes da Costa tentar remover Carmona como ministro das relações exteriores e de se revelar incapaz de lidar com os dossiês governativos.

### Exílio e posteridade
Carmona, agora presidente do Ministério, enviou-o para o exílio nos Açores, e fê-lo marechal do Exército Português, usando o pretexto de que Gomes da Costa era "inapto para o cargo". Ainda exerceu algumas funções de natureza política, mas com valor protocolar apenas. Em Setembro de 1927, regressou já doente ao Continente, tendo falecido em condições miseráveis, sozinho, pobre e desligado do poder, dois anos depois. Faleceu em casa, na freguesia de São Sebastião da Pedreira, sendo a causa de morte insuficiência cardiorrenal. O funeral seguiu para o Cemitério do Alto de São João.
Parte do seu espólio literário encontra-se na Biblioteca Nacional de Portugal. Encontra-se colaboração sua na revista Contemporânea (1915–1920).
Gomes da Costa foi casado com Henriqueta Júlia de Mira Godinho (1863–1936), cujo matrimónio ocorreu em Penamacor, a 15 de Maio de 1885. Deste casamento tiveram três filhos: Estela de Mira Godinho Gomes da Costa (1889–1968), que casou com Pedro Francisco Massano de Amorim (1862–1929), Governador da Índia, viúvo de Elvira Gorjão de Oliveira Amorim, sem descendência; Manuela de Mira Godinho Gomes da Costa (1891–1969), que casou com João Herculano de Melo e Moura (1893–1990), com descendência, e posteriormente no estado de divorciada com Joaquim Nunes Ereira, de quem não teve filhos; Carlos Gomes da Costa (1892–1967), que casou com Helena do Carmo May de Oliveira, com descendência.

## Condecorações

### Condecorações Nacionais
- Grande-Oficial da Ordem Militar de Avis (15 de fevereiro de 1919)[7]
- Grande-Oficial da Ordem Militar da Torre e Espada, do Valor, Lealdade e Mérito (14 de setembro de 1920)[7]
- Grã-Cruz da Ordem Militar de Avis (5 de outubro de 1921)[7]

## Obras publicadas

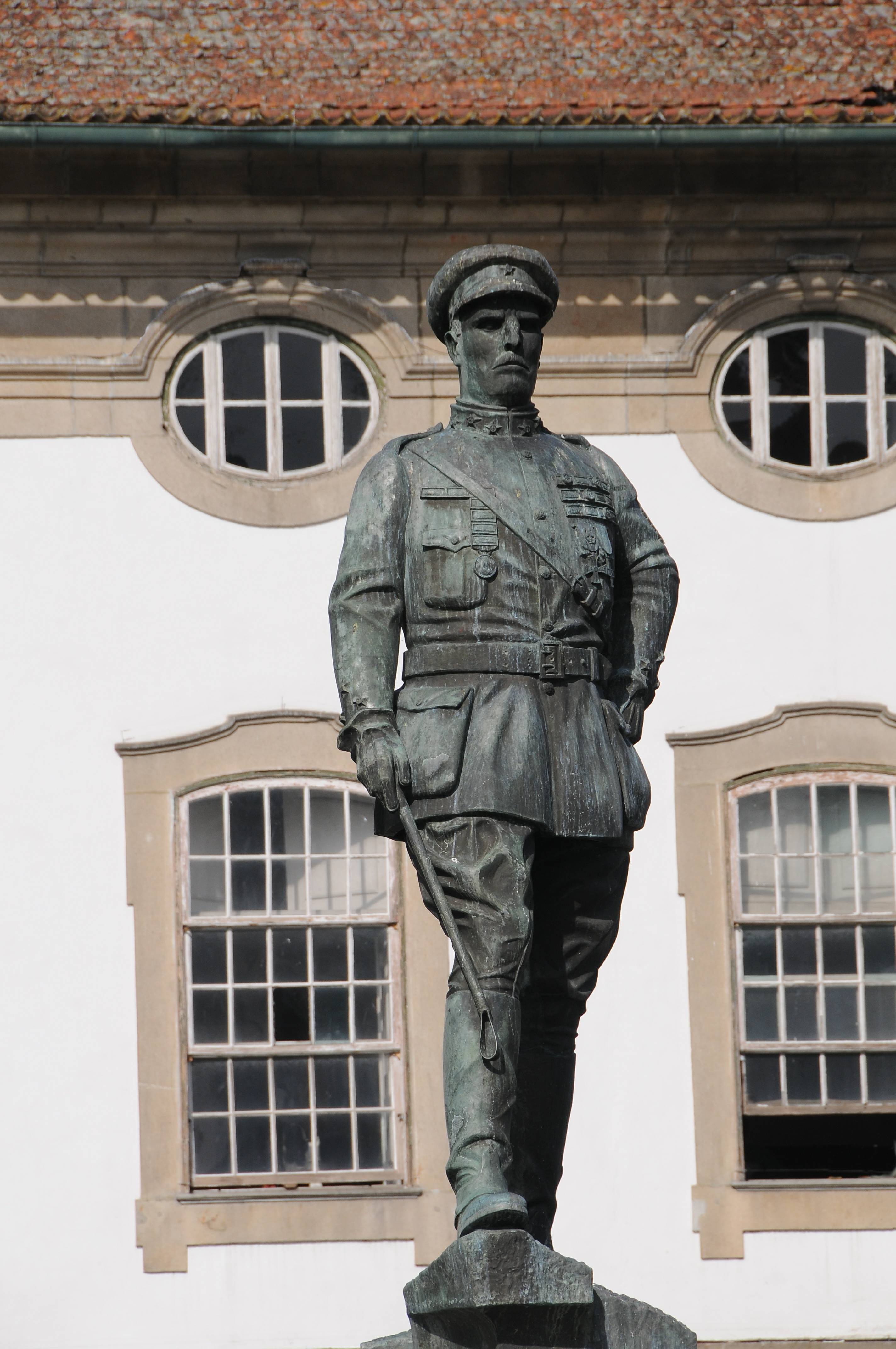
Escultura de Gomes da Costa, do escultor Barata Feyo

- Gaza: 1897-1898. Lisboa: M. Gomes, 1899.
- A Grande Batalha do C. E. P. (A Batalha do Lys) 9 de Abril de 1918. Lisboa: Livraria Popular de Francisco Franco, 1919.
- O Corpo de Exército Português na Grande Guerra: A Batalha do Lys: 9 de Abril de 1918. Porto: Tip. Renascença Portuguesa, 1920.
- A guerra nas colonias: 1914-1918. Lisboa: Portugal-Brasil, 192_.
- Soldados de Portugal. Macau: Imprensa Nacional, 1923.
- Descobrimentos e conquistas. Lisboa: Serv. Gráf. do Exército, 1927.
- Descobrimentos e conquistas: Afonso de Albuquerque: 1569-1915. Lisboa: Imprensa Nacional, 1929.
- Memórias. Prefácio de Aires de Ornelas; posfácio do Coronel Ferreira do Amaral. Lisboa: A. M. Teixeira & C.ª, 1930.
- A revolta de Goa e a campanha de 1895-1896. Lisboa: Soc. Ind. de Tipografia, 1939.